# Kąty (powiat gostyniński)
Kąty – wieś w Polsce położona w województwie mazowieckim, w powiecie gostynińskim, w gminie Pacyna.
13 lipca 2009 roku miejscowość liczyła 84 mieszkańców.
W latach 1975–1998 miejscowość administracyjnie należała do województwa płockiego.
We wsi znajduje się zrujnowany zespół dworski z dworem z końca XIX w., spichlerzem i parkiem o powierzchni 3,6 ha.